# تهاجم فنلاند به لادوگا کارلیا
تهاجم فنلاند به لادوگا کارلیا (انگلیسی: Finnish invasion of Ladoga Karelia) لشکرکشی بود که فنلاند در سال ۱۹۴۱ انجام داد.